# Rozi Liuksemburg (Iurovka)
|  | Per a altres significats, vegeu «Rozi Liuksemburg (Mirskoi)». |

Rozi Liuksemburg - Розы Люксембург (rus) - és un khútor del krai de Krasnodar, a Rússia. Es troba a la vora esquerra del riu Kuban. És a 22 km al nord d'Anapa i a 123 km a l'oest de Krasnodar.
Pertany al poble de Iurovka.